# Ezra Ted Newman
Ezra Ted Newman (Bronx, 17 de outubro de 1929 - Pittsburgh, 24 de março de 2021) foi um físico estadunidense.

## Carreira
Era conhecido por suas diversas contribuições à relatividade geral. Foi professor emérito da Universidade de Pittsburgh. Recebeu em 2011 o Prêmio Einstein da American Physical Society.

## Morte
Morreu em 24 de março de 2021, aos 91 anos.